# Pro Bahn Österreich
Der Verband probahn Österreich betreibt vor allem politische Lobbyarbeit für das Verkehrsmittel Schiene und den Öffentlichen Verkehr. Er ist Mitglied im Europäischen Fahrgastverband EPF.

## Geschichte
Der Verband ist am 5. Januar 2004 gegründet worden. Die Organisation ist aus dem im Großraum Salzburg bestehenden lokalen Initiativen, u. a. Wir sind die Bahn hervorgegangen.
Der Verband gibt die Zeitschrift Regionale Schienen heraus. Bei den jährlich stattfindenden Salzburger Verkehrstagen ist der Verband  beteiligt.